# Клементьево (Луховицкий район)
Клементьево — деревня в Луховицком районе Московской области, принадлежит к Астаповскому сельскому поселению. Ранее до 2004 года относилась к Астаповскому сельскому округу. Деревня очень маленькая, практически нежилая — по данным 2006 года в ней проживает всего лишь 2 человека.
Сама деревня расположена на левом берегу реки Мечи. Вблизи деревни на реке имеется пруд — напротив деревни находится верхняя часть пруда, а запружена река в 2 километрах ниже по течению от Клементьево. Ближайшие населённые пункты к деревне: такая же маленькая деревня Зекзюлино — 500 метров и более крупная деревня Плешки — 1,5 километрах.

## Расположение
- Расстояние от административного центра поселения — посёлка совхоза «Астапово»
  - 4,5 км на юго-восток от центра посёлка
  - 4 км по дороге от границы посёлка
- Расстояние от административного центра района — города Луховицы
  - 11 км на юг от центра города
  - 10 км по дороге от границы города